# Узунада
Узунада або Узун ада (тур. Uzunada, досл. «довгий острів») — острів, розташований на вході в Ізмірській затоці на західному узбережжі Туреччини.

## Опис

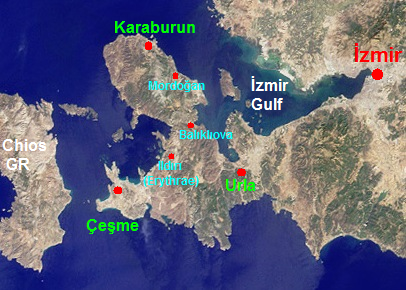
Карта півострова Карабурун на західному кінці Туреччини. Узунада - острів, розташований ліворуч від позначення Ізмірської затоки

Острів розташований між півостровом Карабурун, Туреччина на заході, та районом Фоча на сході. Довжиною 9 кілометрів (6 миль) у напрямку північ-південь. Є четвертим за величиною островом Туреччини та третім за величиною в Егейському морі .
Острів називали багатьма іменами. Його давньогрецька назва була Дримуса (Δρυμούσσα), а також відомий під пізнішими грецькими назвами Макронісі («довгий острів») або Енглезонісі («острів англійців»),   але більш імовірно, що ця назва походить від слова Enclazomenisi зі стародавнього міста Клазоменає на протилежному узбережжі. На південь від нього є кілька менших острівців, включаючи Яссіка . Його також називали «острів Чустан» (або Кеустан). 
«Узунада» - це також назва кількох інших, менших острівців уздовж турецького Егейського узбережжя.  В даний час Узунада закрита для поселень через військову діяльність.

## Історія
Фукідід коротко згадує Дримусу як місце, де деякі кораблі Астіоха заходили на вісім днів у період сильного вітру в 20-му році Пелопоннеської війни . 
Після укладення Апамейського договору в 188 р. до нашої ери місто Клазоменає було названо островом.   
Незважаючи на претензії на право власності англійської родини, датовані серединою XIX століття, до 1914 року на острові проживало близько 2000 греків-османів . 

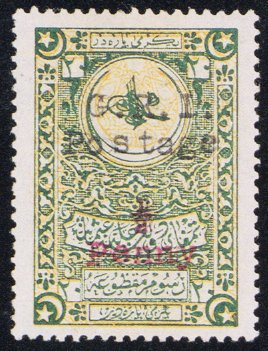
Марка, видана британською окупацією Узунади, Османська імперія, 1916 рік

Під час Першої світової війни британський Середземноморський флот окупував острів (іменований «Чустан») у 1916 році, де також видав деякі рідкісні марки.  